# Dresdner Bank

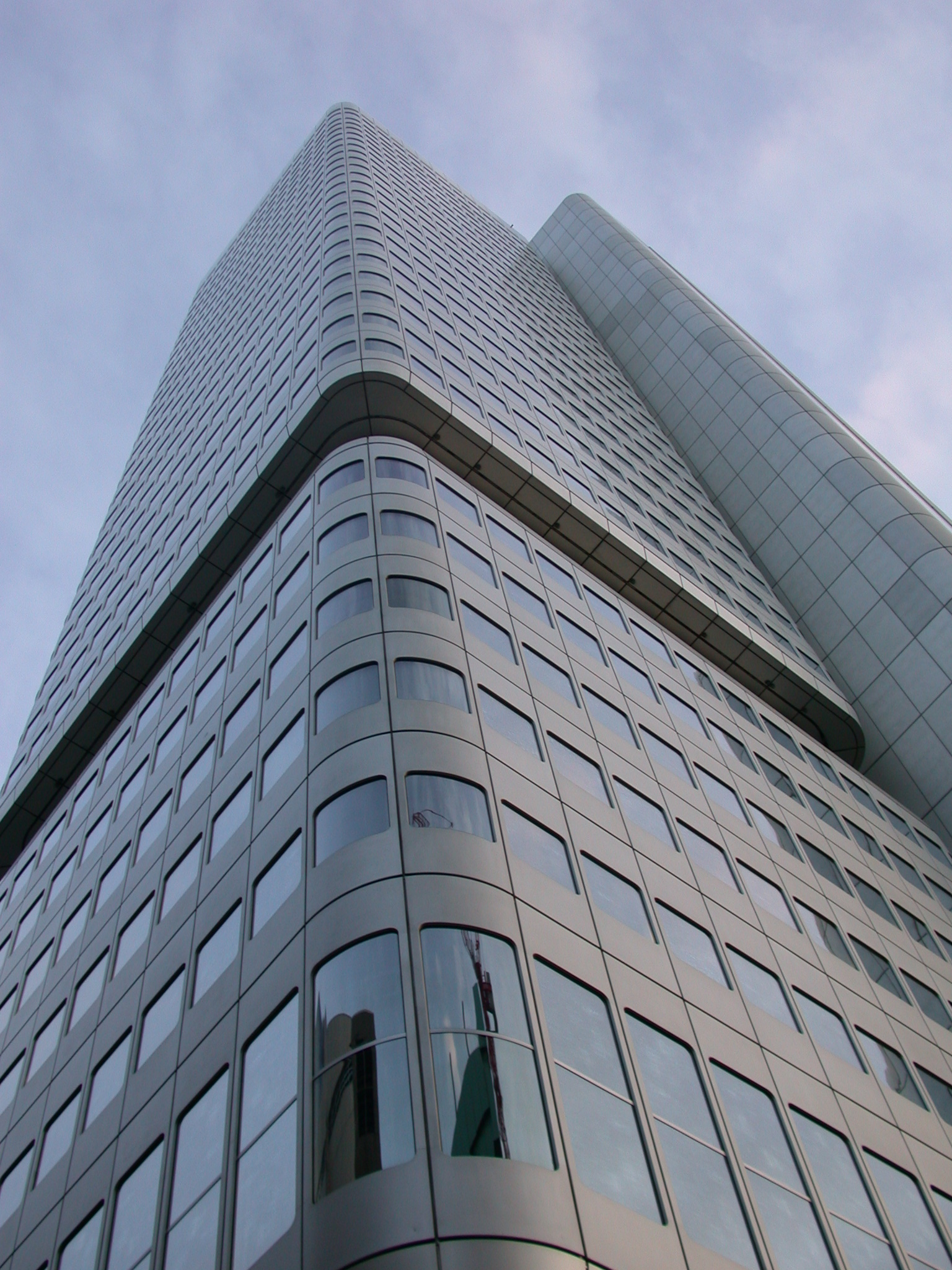
Edifício do Dresdner-Bank-Hochhaus (1978) - sede do Dresdner Bank em Frankfurt

Dresdner Bank AG (Banco de Dresden) é um banco alemão, sediado em Frankfurt am Main, um dos cinco bancos mais importantes da Alemanha. Em 2001 foi incorporado ao grupo Allianz. É o terceiro maior banco da Alemanha.